# Mistrzostwa Polski w Biathlonie 1976
10. Mistrzostwa Polski w biathlonie odbyły się w 1976 w Zakopanem jako Międzynarodowe Mistrzostwa Polski. Rozegrano trzy konkurencje, bieg indywidualny mężczyzn na dystansie 20 kilometrów, bieg sprinterski na dystansie 10 kilometrów i sztafetę 4 x 7,5 km.

## Terminarz i medaliści
| Data | Konkurencja                | Złoto                             | Srebro                                                                  | Brąz                                                                                      |
| 1976 | Bieg indywidualny mężczyzn | Nikołaj Romanow ZSRR              | Władimir Nikołajew ZSRR                                                 | Andrzej Rapacz WKS Legia Zakopane                                                         |
| 1976 | Bieg sprinterski mężczyzn  | Andrzej Rapacz WKS Legia Zakopane | Nikołaj Romanow ZSRR                                                    | Władimir Nikołajew ZSRR                                                                   |
| 1976 | Bieg sztafetowy mężczyzn   | ZSRR                              | WKS Zakopane I Jan Szpunar Andrzej Rapacz Ludwik Zięba Wojciech Truchan | WKS Zakopane II Władysław Truchan Stanisław Trebunia Krzysztof Murańka Stanisław Obrochta |